# Contea di Jackson (Iowa)
La contea di Jackson (in inglese Jackson County) è una contea dello Stato dell'Iowa, negli Stati Uniti. La popolazione al censimento del 2000 era di 20 296 abitanti. Il capoluogo di contea è Maquoketa.